# Chronik der Stadt München/1301–1400
Diese Liste ist eine Teilliste der Chronik der Stadt München. Sie listet Ereignisse der Geschichte Münchens aus dem 14. Jahrhundert auf.

## 1302
- erste urkundliche Erwähnung des Neuhauser Tors und der Nikolauskapelle in der Neuhauser Straße

## 1304
- erstes erhaltenes Exemplar des dritten Münchner Stadtsiegels, eine einfache stehende Mönchsfigur entsprechend dem heutigen kleinen Stadtwappen.

## 1310/12
- Erstellung der Ratsbücher als Zusammenstellung aller bestehenden Satzungen, darin u. a.:
  - erste Erwähnung des Alten Rathauses
  - erste Erwähnung der Jakobi-Dult
  - erste Erwähnung einer Regelung für den Empfang und die Aufgabe des Bürgerrechts

## 1313
- 21. Juni: Münchner Frieden zwischen Ludwig IV. und Rudolf I. (Pfalz), Beendigung der oberbayerischen Teilung
- 4. Juli: Herzog Ludwig IV. bestätigt der Stadt alle von seinem Vater und Bruder gewährten Rechte und Freiheiten.

## 1315
- 18. April: feierlicher Einzug Ludwigs IV. in München nach seiner Krönung zum König im Jahr 1314 in Aachen.
- 16. Juli: König Ludwigs IV. verleiht der Stadt München das Recht, im ganzen Herzogtum Bayern Leute gefangen zu nehmen und vor dem Stadtgericht zu verurteilen.
- 21: Juli: König Ludwigs IV. überträgt das Augsburger Judenrecht auf München
- 25. September: König Ludwigs IV. gebietet der Stadt München, die Stadtbefestigung in Verteidigungsbereitschaft zu setzen. Ob der Ring der zweiten Stadtmauer damals schon geschlossen war, ist jedoch nicht klar.

## 1316
- 26. März: erste urkundliche Erwähnung der Kaufingerstraße als „Kaufringergazz“

## 1318
- 10 Februar: erstmalige Unterscheidung zwischen einem inneren Rat (12 Mitglieder) und einem äußeren Rat (24 Mitglieder), die Gemein besteht weiter und hat 36 Mitglieder.
- 12. Juli: Spende der Eheleute Wadler für eine wöchentliche Speisung der Armen und Kranken im Heilig-Geist-Spital, eine damit verbundene jährliche Brezenspende für alle Münchner Armen wird durch den Brezenreiter angekündigt.
- erste urkundliche Erwähnung der Sendlinger Straße

## 1319
- 30. Dezember: erste urkundliche Erwähnung eines „castrum“ in München, des Alten Hofs, der jedoch vermutlich schon kurz nach 1255 entstanden ist
- erste urkundliche Erwähnung des Schwabinger Tors, des Sendlinger Tors, des Kaltenbachtors und des Angertors

## 1321
- erste Nennung eines Scharfrichters im Dienst der Stadt, die nunmehr also auch die Hohe Gerichtsbarkeit ausübt. Ob dieses Recht bereits mit der Rechteübertragung durch König Ludwig IV. im Jahre 1315 verliehen wurde, ist nicht belegt.

## 1322
- 24. August: Mit der Beisetzung von Beatrix von Schlesien-Schweidnitz, der ersten Frau König Ludwigs IV., in der Frauenkirche wird diese Kirche zur ersten Grablege der Wittelsbacher in München.
- Anfang November: Ob König Ludwig IV. nach seinem Sieg in der Schlacht bei Mühldorf über Friedrich den Schönen triumphal in München eingezogen ist, wie einige Autoren des 19. Jahrhunderts behaupteten und es 1835 in einem Fresko am Isartor dargestellt wurde, ist durch Urkunden nicht belegt.

## 1323
- 26. Juli: Anerkennung der gegenseitigen Zollfreiheit durch die Städte München und Nürnberg, damit Beginn einer engen wirtschaftlichen Zusammenarbeit beider Städte.
- viertes Münchner Stadtsiegel, im Wesentlichen dem heute noch verwendeten großen Stadtwappen entsprechend, stehender Mönch im Torbogen eines zinnenbekrönten Stadttors, darüber ein aufgerichteter Löwe

## 1324
- Übertragung der Reichskleinodien nach München, wo sie bis 1350 blieben

## 1325
- erste urkundliche Erwähnung der Graggenau, die später namensgebend für das Graggenauer Viertel wird, und des Kosttors unter der Bezeichnung „Graggenauer Tor“

## 1326
- 5. April erste urkundliche Erwähnung der Ortsbezeichnung „in dem Haggen“, die später namensgebend für das Hackenviertel wird

## 1327
- 13. Februar: Einer der verheerendsten Stadtbrände in der Geschichte Münchens zerstört etwa ein Drittel der Stadt, u. a. die Kirchen St. Peter und Heilig Geist und das Heilig-Geist-Spital, 30 Personen sterben.

## 1328
- 24. April: Erste überlieferte Spitalordnung des Heilig-Geist-Spitals, in Kraft bis 1485

## 1330
- 16. Februar: feierlicher Einzug Ludwigs IV. in München nach seiner Krönung zum Kaiser im Jahr 1328 in Rom, von seinem Italienzug bringt er eine Reliquie des heiligen Antonius von Padua mit, die er dem Franziskanerkloster überlässt.

## 1332
- 6. November: Kaiser Ludwigs IV. bestätigt der Stadt München das Recht der Salzniederlage und des Salzhandels und schreibt durch ein Verbot des Transports von Salz auf der Donau den Landweg über München vor.

- 9. November: Kaiser Ludwigs IV. gebietet, dass zwischen den Alpen und Landshut alles Salz nur in München über die Isar gebracht werden darf.

## 1336
- 3. Oktober: Kaiser Ludwigs IV. erlaubt den Münchner Bürgern, Salz an beliebigen Orten zu kaufen und nicht wie bisher nur in Wasserburg.
- 10. Oktober: Erste Nennung eines Burgstalls an der Stelle der heutigen Residenz.

## 1337
- Erste Nennung des Isartors als „porta nova“, damit endgültige Fertigstellung des zweiten Mauerrings um München.

## 1338
- Erste Bezeichnung des 1337  „porta nova“ genannten Tors als Isartor

## 1340
- 20. Dezember: erste urkundliche Erwähnung der Au als „Awe ze Gyesingen“
- Vollendung eines neuen Stadtrechtsbuch, des „Versiegelten Buchs“, das alle in der Stadt geltenden Rechte zusammenfasst.

## 1342
- 8. Mai: Kaiser Ludwig IV. erteilt dem Münchner Stadtrat die volle Zuständigkeit in Bauangelegenheiten und vereinbart, dass zur Brandverhütung alle neu gebauten mit Ziegeln gedeckt und nach Möglichkeit auch aus Stein gebaut werden sollen.

## 1343
- 12. Juni: erste urkundliche Erwähnung einer Fronleichnamsprozession durch München
- erste urkundliche Erwähnung des Lueg ins Land und des Bürgerbrunnens, des Vorläufers des heutigen Fischbrunnens

## 1349
- Pestepidemie, München ist besonders betroffen
- Infolge der Pestepidemie Judenpogrome in München

## 1352
- 18. Juni: Herzog Ludwig V. gestattet die Wiederansiedlung von Juden in Oberbayern und stellt sie unter seinen Schutz

## 1353
- 10. Februar: Herzog Ludwig V. überträgt dem Münchner Stadtrat gegen eine jährliche Zahlung die Fronwaage und damit die Aufgabe, über Maß und Gewicht zu wachen.
- 7. September: Erste urkundliche Erwähnung der Weinstraße

## 1361
- erstmalige Bezeichnung des 1325 unter dem Namen „Gragennauer Tor“ erstmals erwähnte Kosttor als „Wurzertor“
- erste urkundliche Erwähnung des Taeckenbads und des Taeckentors

## 1381
- erstmalige Erwähnung einer Synagoge in München